# 聖·尼古拉斯

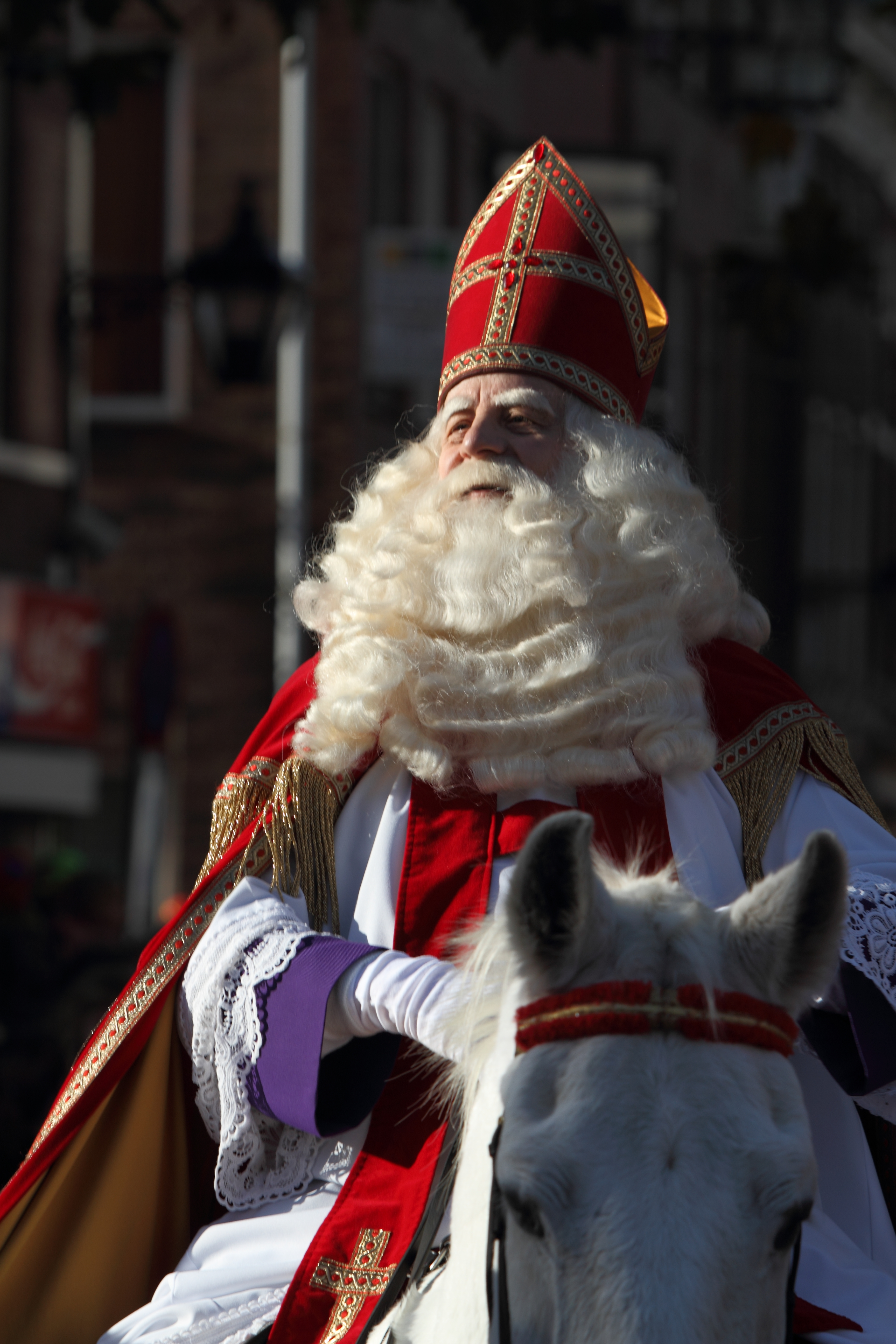
圣尼古拉斯抵达荷兰城镇希丹，2009年

Sinterklaas（荷蘭語發音：[ˌsɪntərˈklaːs]），或Sint-Nicolaas（荷蘭語發音：[sɪnt ˈnikoːlaːs] ⓘ），譯作聖·尼古拉斯或圣尼古拉，是一个守护儿童的聖者形象。他的荷蘭語別名有De Sint（意為"圣人"）、De Goede Sint（意為"好圣人"）等。他的名字在法語稱作Saint Nicolas，西菲士蘭語稱作Sinteklaas，林堡語稱作Sinterklaos，盧森堡語稱作Kleeschen或Zinniklos。

## 历史
每逢12月6日的聖尼古拉節，人們便會為他舉辦盛大宴會慶祝；每年12月5日聖尼古拉斯之夜（St. Nicholas' Eve，荷蘭地區為主）及6日早晨（比利時、盧森堡、法國北部-法蘭德斯地區、洛林和亞多亞），人們發放禮物。該傳統也在古拉索及蘇利南等前荷蘭帝國領土內慶祝。同時，他的助手彼得（荷蘭語：Piet）也會一同現身慶典；他們通常由成年人扮成，以為兒童帶來歡樂。
他是聖誕老人的主要原型之一。